# Lipa szerokolistna
Lipa szerokolistna, lipa wielkolistna (Tilia platyphyllos L.) – gatunek drzewa należący do rodziny ślazowatych. Występuje w Europie i w Turcji. W Polsce występuje głównie na południu i jest rzadsza od lipy drobnolistnej.

## Morfologia

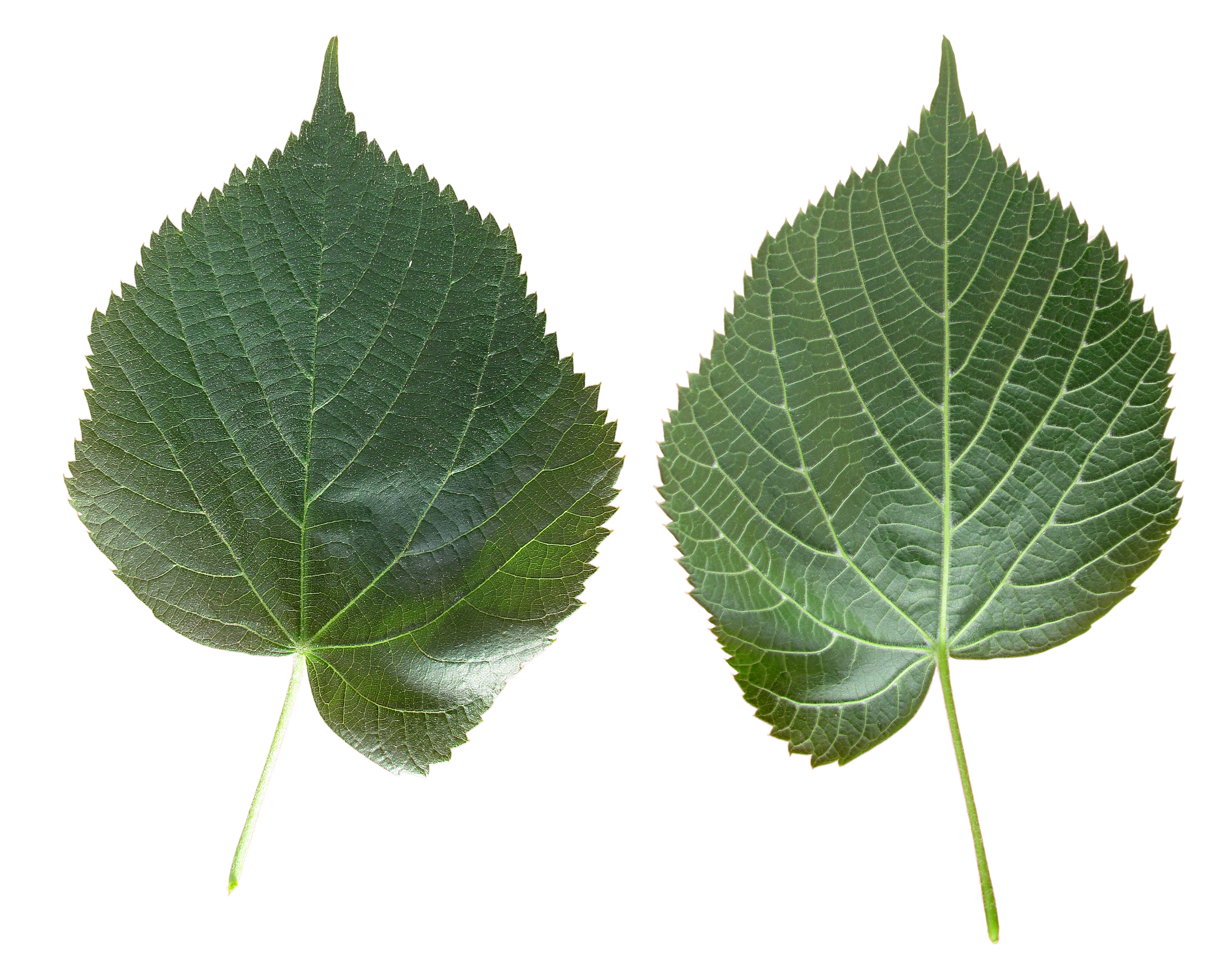
Liść z wierzchu i od spodu

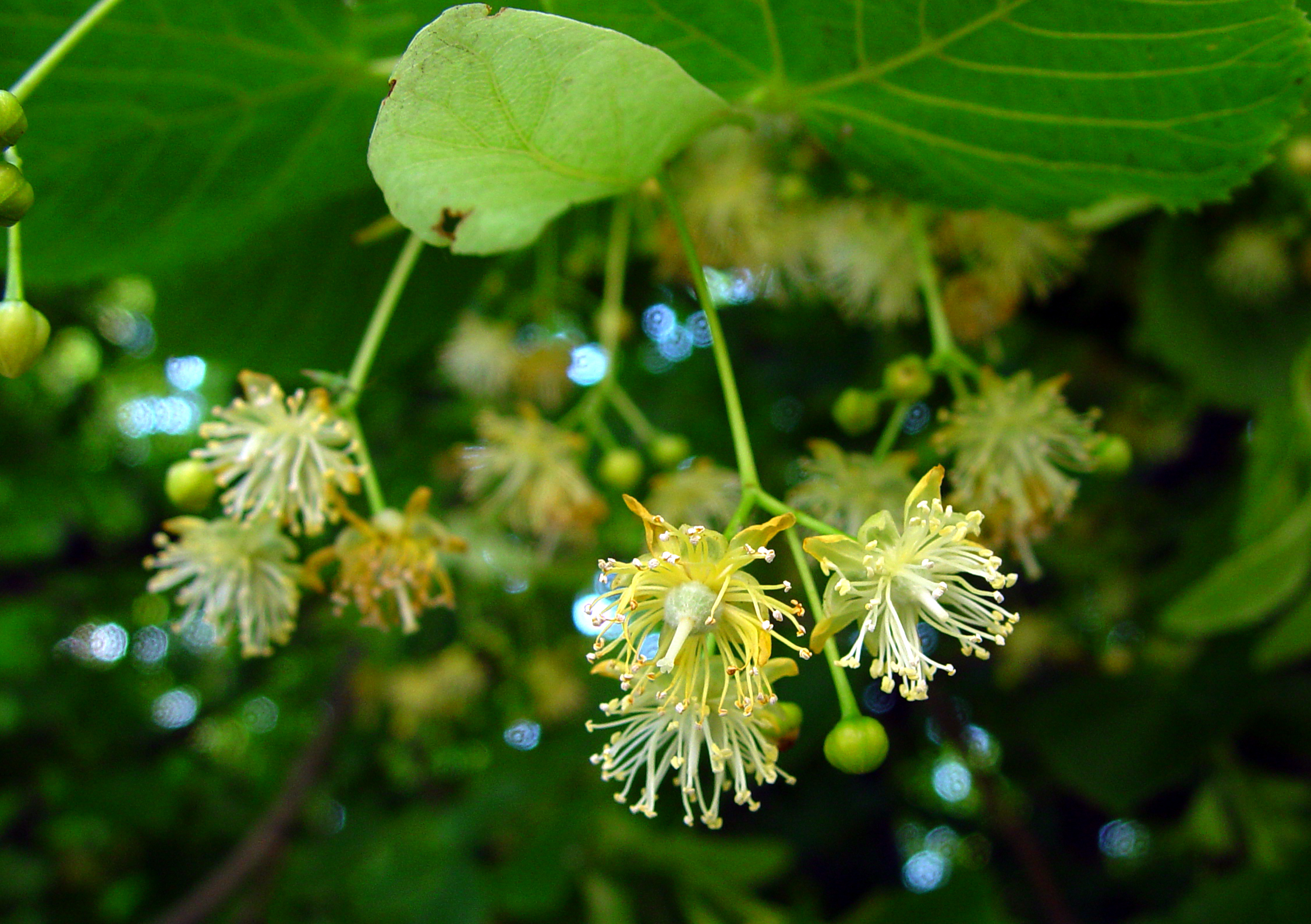
Kwiaty

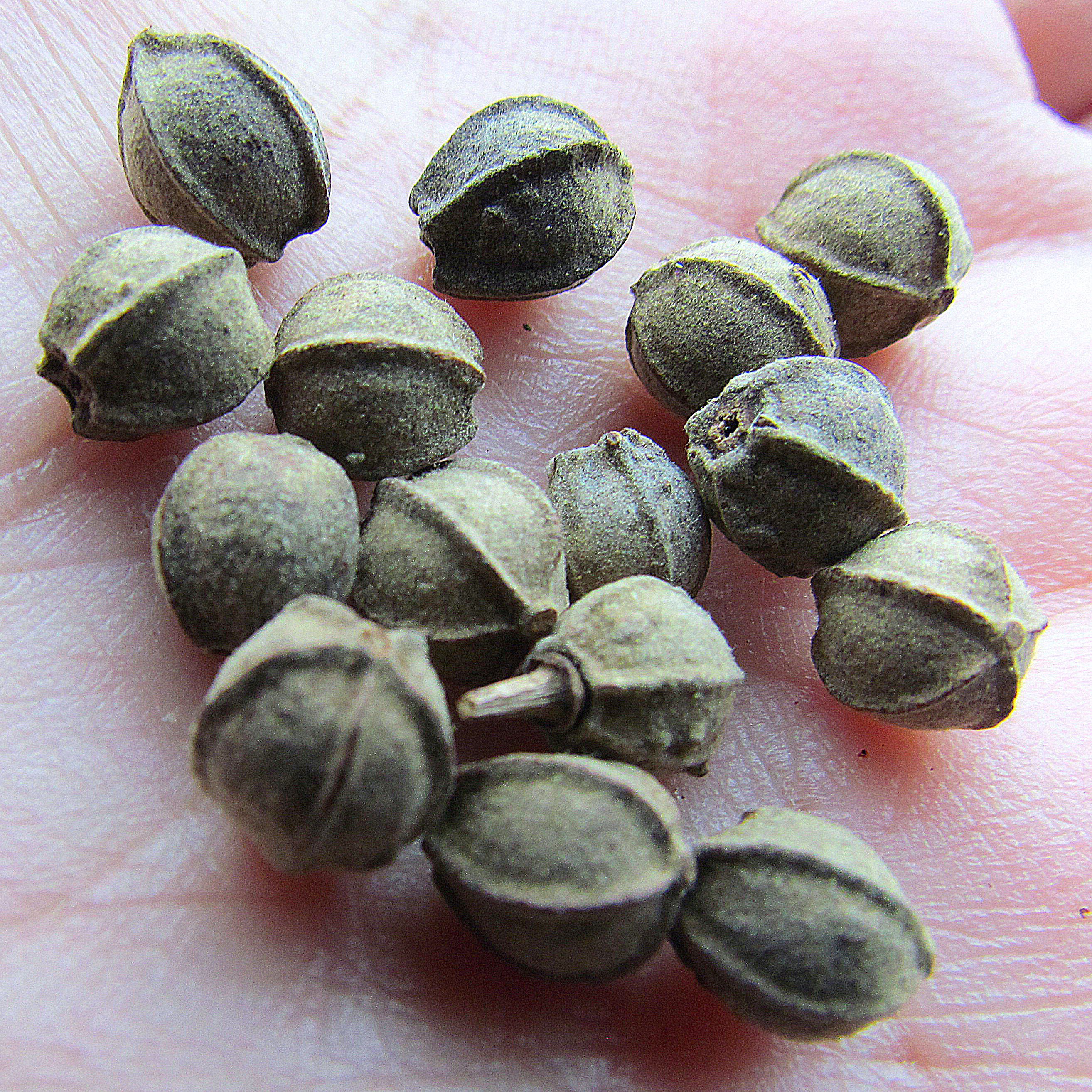
Owoce

PokrójDuże drzewo liściaste, osiągające wysokość do 40 m. Korona jest gęsta i rozłożysta. Szerokość pnia może dochodzić nawet do 5 m, a obwód do 16 m. Drzewo długowieczne – może żyć nawet 1000 lat. Gałązki roczne często są owłosione. Kora szarobrązowa, mniej popękana niż u lipy drobnolistnej.
LiścieUlistnienie skrętoległe. Duże liście (7–12 cm długości), wyraźnie większe niż u lipy drobnolistnej, sercowato jajowate, z obu stron zielone, u nasady nieco niesymetryczne. Wierzchołek spiczasty, brzegi blaszki liściowej piłkowane. Spodnia strona liści, a czasami także górna miękko, delikatnie owłosiona. Na spodniej stronie kątów bocznych nerwów występują kępki białych włosków.
KwiatyKwiaty wyrastają pojedynczo lub pęczkami po 2–5, są zwisające. Mają dość długą szypułkę i w dolnej części podługowatą podsadkę. Całe kwiaty mają jasnożółtą barwę i wydzielają intensywny, przyjemny zapach. Ich pręciki są zbliżone wielkością do płatków korony. Kwiaty mają miodniki i są owadopylne. Podczas kwitnienia są odwiedzane przez ogromne ilości pszczół. Kwiaty są dużo większe niż u lipy drobnolistnej. Kwitnie od czerwca do lipca – dwa tygodnie wcześniej niż lipa drobnolistna.
OwocOrzech, filcowato owłosiony z 5 żeberkami, z silnie zdrewniałą łupiną i ze skrzydełkiem (pochodzącym z podsadki kwiatu). Roślina wiatrosiewna.

## Biologia i ekologia

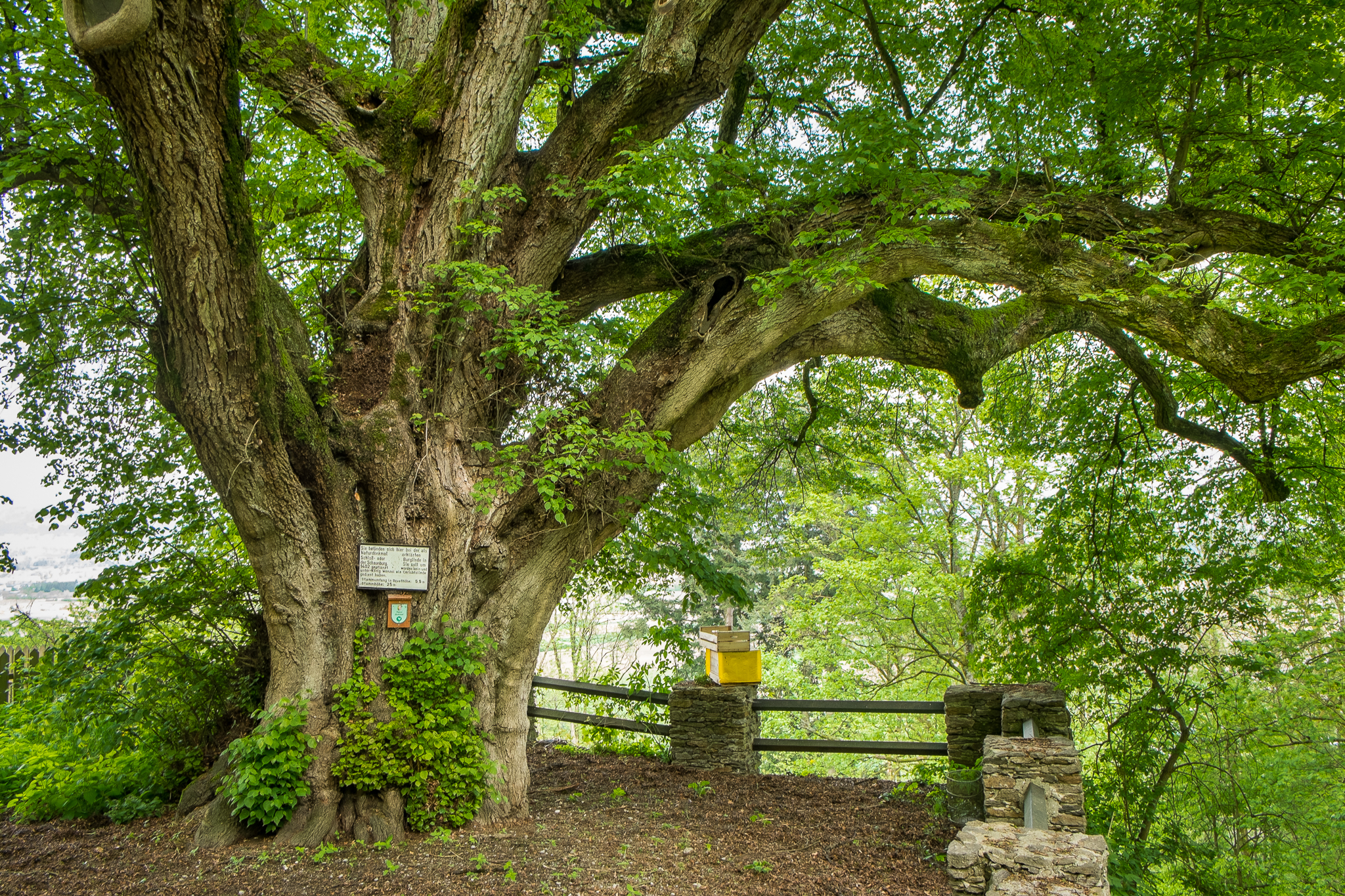
Pomnikowa lipa szerokolistna w Austrii

Megafanerofit. Siedlisko: lasy liściaste i zarośla. Występuje głównie na niżu i w niższych położeniach górskich (naturalny zasięg do 800 m n.p.m., wyżej niż lipa drobnolistna). Wymaga gleb żyznych. W klasyfikacji zbiorowisk roślinnych gatunek charakterystyczny dla All. Tilio-platyphylli-Acerion pseudoplatani i Ass. Aceri platanoidis-Tiletum platyphylli. 

## Zmienność
W obrębie tego gatunku oprócz podgatunku nominatywnego wyróżniono jeden podgatunek:
- T. platyphyllos subsp. corinthiaca (Bosc ex K.Koch) Pigott

## Zastosowanie
Roślina lecznicza

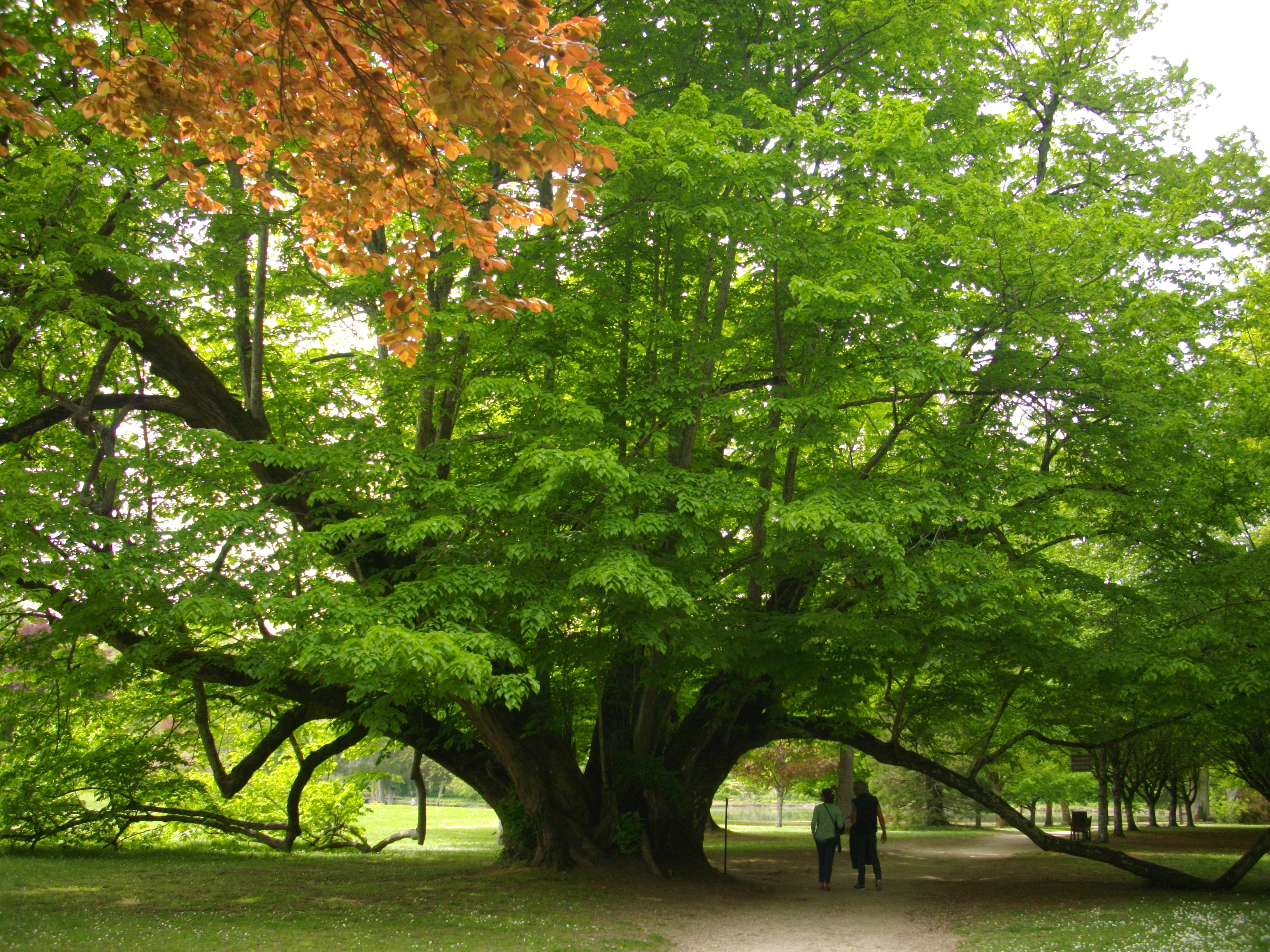
Okazała lipa szerokolistna w parku we Francji

- Surowiec zielarski: Kwiatostan lipy (Inflorescentia Tiliae) syn. kwiat lipowy (Flos Tiliae). Surowca dostarczają 2 gatunki lip: drobnolistna i szerokolistna. Kwiatostan jest barwy żółtawozielonej, złożony zwykle z 2–7 kwiatów o średnicy do 15 mm z 5 działkami kielicha oraz płatkami korony[10]. Zapach aromatyczny, przyjemny i delikatny, smak słaby śluzowato-słodki. Surowiec zawiera jako główne składniki czynne związki flawonoidowe (około 1%), śluz (około 3%) oraz olejek eteryczny. Dotychczas poznano ponad 20 związków flawonoidowych występujących w kwiatostanie lipy – są to głównie pochodne glikozydowe kwercetyny, kemferolu i akacetyny. Na specjalną uwagę zasługuje tilirozyd. Olejek eteryczny występuje w ilości 0,02–0,05%. W jego skład wchodzi przyjemnie pachnący farnezol (0,3–5%), kilka węglowodorów alifatycznych (do 50%), geraniol, eugenol oraz inne związki. Pewne znaczenie ma również śluz, z którego podczas hydrolizy powstają kwasy uronowe (do 40%), metylopentozy (około 12%) i heksozy (około 50%). Ponadto surowiec zawiera do 2% garbników i leukoantocyjanidyny.
- Działanie: Preparaty wykonane z tego surowca są tradycyjnie używane jako środki napotne w postaci naparów szczególnie w lekkich przeziębieniach. Właściwości napotne oraz przeciwzapalne mogą być związane z zawartością wszystkich wymienionych składników (szczególnie flawonoidów i śluzu). W przypadku choroby przebiegającej z gorączką napary lub odwary z kwiatów lipy łagodnie zwiększają wydzielanie potu i poprawiają nieco transpirację i perspirację skóry. Lipa skutecznie działa napotnie nie tylko po wypiciu naparu, ale także użyta do kąpieli. Działanie to polega częściowo na bezpośrednim pobudzeniu czynności gruczołów potowych, a także, w pewnym stopniu, na zwiększeniu ich wrażliwości na bodźce przekazywane przez nerwy układu współczulnego przewodu pokarmowego i narządów rodnych kobiet. Zmniejszają one nieznacznie napięcie mięśni gładkich, pobudzają w niewielkim stopniu wydzielanie soku żołądkowego, wzmagają przepływ żółci do dwunastnicy, wydalanie moczu, wpływają na konsystencję krwi, obniżają nieznacznie jej lepkość i przeciwdziałają agregacji krwinek czerwonych. Znane są również właściwości lipy jako dobrego środka uspokajającego, który znosi napięcie i nadmierne pobudzenie układu nerwowego.
- Dawkowanie: Napar z kwiatów lipy przygotowuje się zalewając 2 szklankami wrzącej wody 1,5 łyżki surowca i 15 minutowe zaparzanie pod przykryciem. Po kolejnych 10 min należy napar przecedzić. Pić po ½ szklanki 3 razy dziennie po jedzeniu.
- Zbiór i suszenie: Do celów leczniczych kwiatostany lipy (z podsadkami) zbiera się podczas kwitnienia pod koniec czerwca lub w lipcu, w czasie suchej pogody. Zbiór jest przeprowadzany z dziko rosnących lub sadzonych drzew. Obcina się szczyty gałązek, a następnie ręcznie obrywa kwiatostany, które suszy się w miejscu zacienionym i przewiewnym w temperaturze do 40 °C.

## Inne zastosowania
- Z drewna wypala się węgiel drzewny stosowany w lecznictwie.
- Roślina miododajna.
- Sztuka kulinarna: z kwiatostanów lipy można przyrządzać wartościową herbatę, z nasion można otrzymywać bardzo dobry olej jadalny, jednak szybko jełczejący.
- Jej miękkie drewno ma zastosowanie w rzeźbiarstwie i jest przydatne na wyroby tokarskie. Z drewna lipowego wykonany jest np. ołtarz Wita Stwosza i liczne rzeźby w kościołach. Wykonuje się z niego okleiny, zapałki, przyrządy kreślarskie, zabawki, modele i formy odlewnicze. Nie nadaje się w budownictwie na elementy zewnętrzne.
- Z jej łyka wytwarza się plecionki i maty.
- Wykorzystuje się ją do wytwarzania preparatów kosmetycznych.
- Roślina ozdobna: często sadzona w parkach, a także przy domach, drogach i alejach. Jest odporna na mróz. Szkodzą jej duże zanieczyszczenia powietrza.